# Haploskupina R1a (Y-DNA)

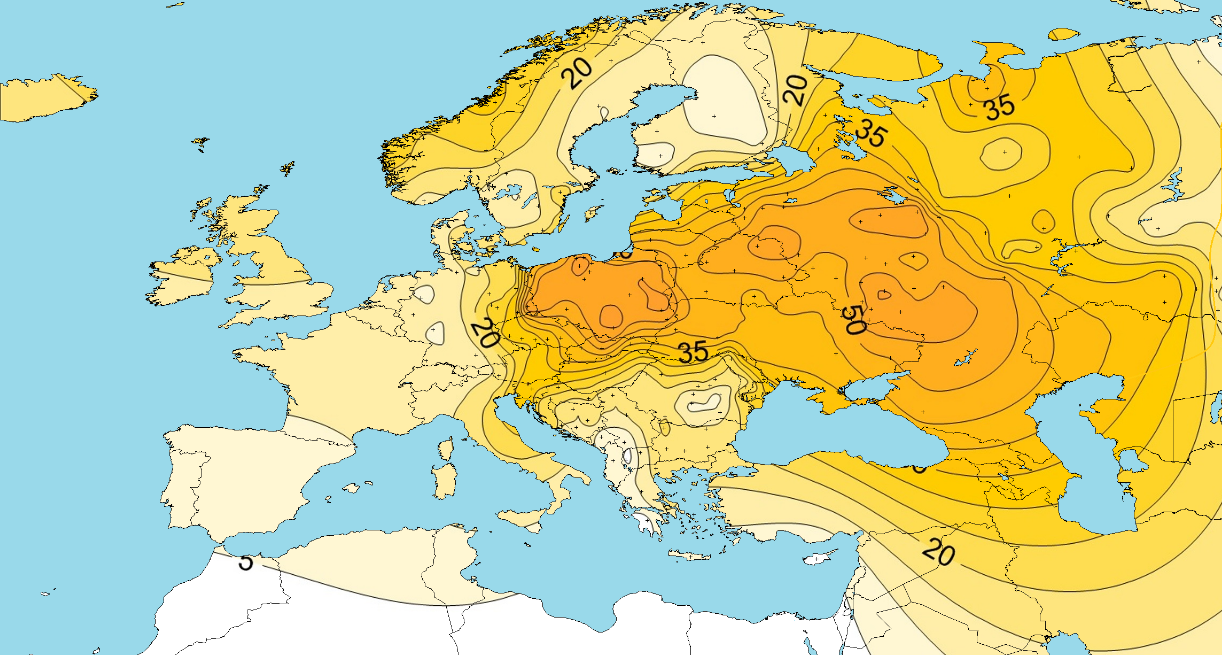
R1a

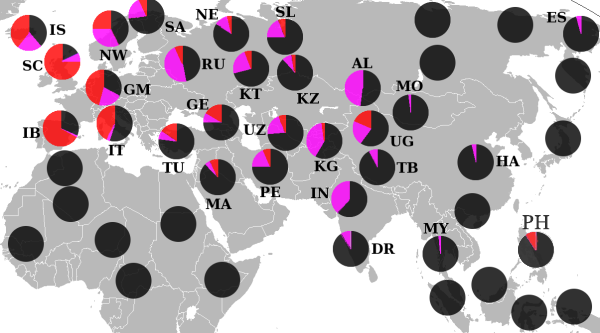
Rozšíření R1a (fialová) a R1b (červená)

Haploskupina R1a je haploskupina chromozómu Y lidské DNA, která je charakterizována genetickým markerem M17.
Haploskupiny R1a a R1a1 se vyčlenily z haploskupiny R1 pravděpodobně na území Jižní nebo Západní Asie. Jejich rozšíření je spojováno s mohylovou kulturou, která osídlila Evropu po ústupu ledovce. Tato kultura byla šiřitelem indoevropských jazyků, dále je známá domestikací koně. V novodobé historii se haploskupiny R1a a R1a1 šířily s migrací Slovanů (od 5. stol. n. l.).
Haploskupina R1a1 se vyskytuje východně od České republiky až k pohoří Altaj a dále jižním směrem napříč celou centrální Asií. Haploskupina vznikla zhruba před 10 000 až 15 000 lety v oblasti jižního Ruska nebo Ukrajiny. Některé studie kladou její vznik do období před 13 000 až 7 600 lety a to do oblasti údolí řek Dněpr a Don. Spojují ji s Ahrensburskou kulturou. Jednalo se o lovce sobů, kteří se zhruba před 12 000 lety přesunuli z údolí Dněpru do Skandinávie.

## Původ

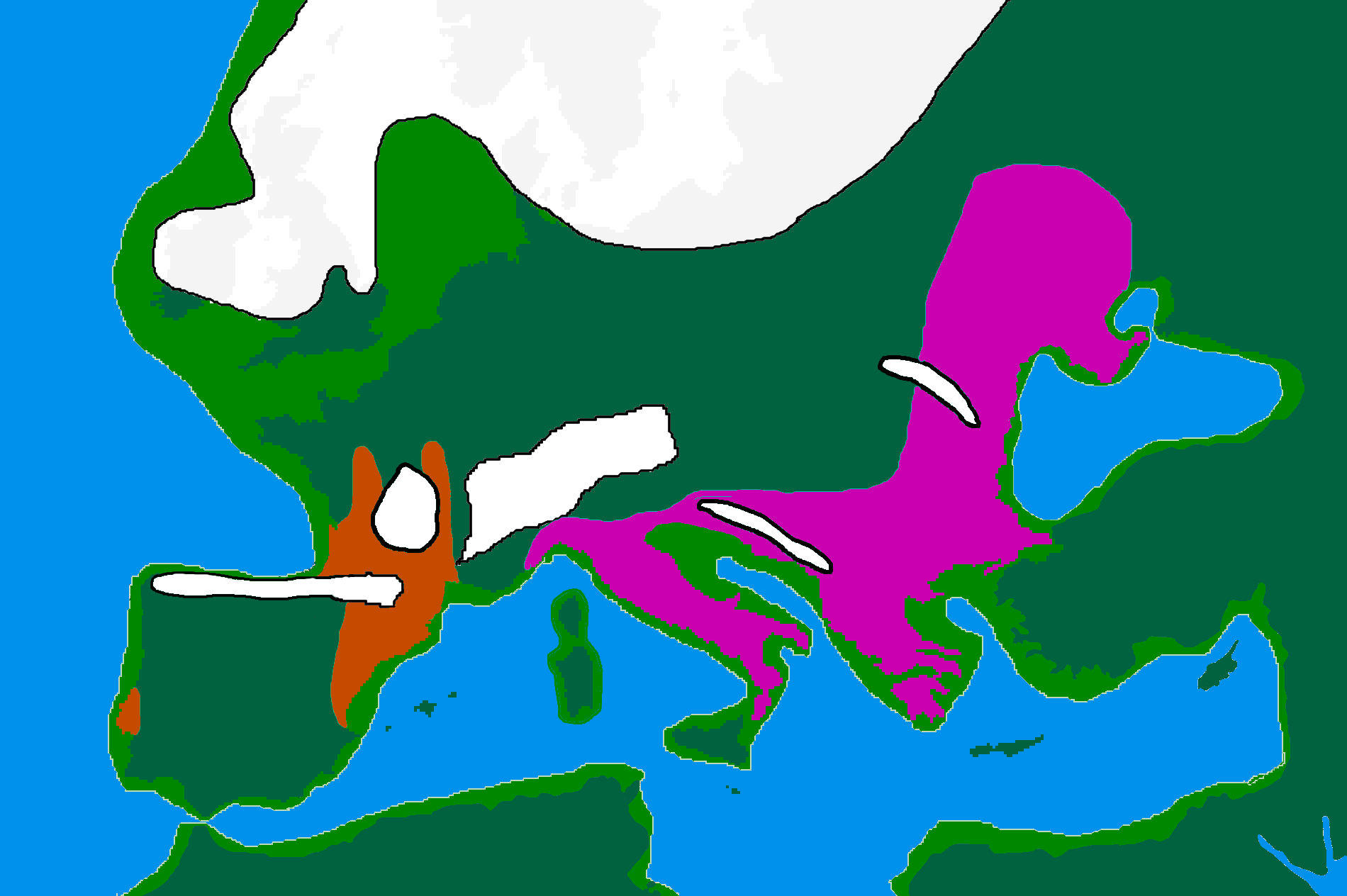
Evropská útočiště v době ledové (před 20 000 lety)

Prvními nositeli haploskupiny R1a byli lidé obývající v době ledové útočiště na území Ukrajiny (před 15 000 lety). Nomádský životní styl rozšířil tyto geny do eurasijských stepí. Současné teorie spojují tyto geny s šiřiteli protoindoevropského jazyka a mohylovou kulturou, díky nimž se geny rozšířily dále do Asie a většiny Evropy. Nízký výskyt v Západní Evropě svědčí o přítomnosti nějaké dosud neobjasněné bariéry, která zamezila jejímu dalšímu šíření na západ.
Vyšší výskyt haploskupiny R1a1 u Slovanů Východní a Střední Evropy naznačuje, že vznikla mezi jejich předky.

## Rozšíření
Na území Evropy se haploskupina R1a1 vyskytuje nejčastěji ve střední a východní Evropě – v Polsku a Maďarsku (56 % až 60 %), na Ukrajině (44 % až 54 %, v závislosti na zdroji), v Rusku (50 %). V případě Maďarska se studie různí – od zmiňovaných 60 % až po pouhých 20 %. Relativně vysoké hodnoty byly zjištěny u Lužických Srbů (63 %) ve východním Německu, a ve Skandinávii (nejvíce 23 % na Islandu). Na Ukrajině byla zaznamenána nejvyšší diverzita haplotypů a tudíž je tato oblast považována za místo vzniku této haploskupiny. Vysoká diverzita haplotypů byla dále zaznamenána na severu Polska a překvapivě také na Balkáně v Makedonii.
Rozšíření haploskupiny R1a na území Evropy lze přičíst třem hlavním faktorům: rekolonizaci Evropy po ústupu ledovce z ukrajinského útočiště, migraci ze severních stepí před 5 000 až 3 000 lety a masivní slovanské migraci v 5.–7. století n. l.
V Asii je haploskupina R1a1 nejvíce zastoupena mezi Iškašimy (68 %), Tádžiky (64 %) a Kyrgyzy (63 %). Za těmito hodnotami je patrně genetický drift, protože diverzita jejich haplotypů je relativně nízká, navíc se jedná o etnika charakteristická malým počtem lidí žijících v omezeném prostoru údolí hor. Pokud by se velikost jejich populace zmenšila, mohlo by se stát, že nositeli R1a1 budou buď všichni, nebo nikdo.
V Indii bylo rozšíření haploskupiny R1a1 spojováno s indo-árijskou migrací z centrální Asie, další studie však odhalily, že na území Indie byla tato haploskupina přítomna mnohem dříve.
V oblasti Jihovýchodní a Východní Asie se haploskupina R1* téměř nevyskytuje.

## Vazby na jiné haploskupiny
| Haploskupiny chromozómu Y lidské DNA (Y-DNA) |                                  |   |   |   |    |    |    |    |    |   |   |    |    |   |   |   |    |    |   |   |   |  |
|                                              | Poslední společný předek (Y-DNA) |   |   |   |    |    |    |    |    |   |   |    |    |   |   |   |    |    |   |   |   |  |
| \|                                           |                                  |   |   |   |    |    |    |    |    |   |   |    |    |   |   |   |    |    |   |   |   |  |
|                                              | A                                | A | A | A | BR |    |    |    |    |   |   |    |    |   |   |   |    |    |   |   |   |  |
|                                              |                                  |   | B | B | B  | CR | CR | CR | CR |   |   |    |    |   |   |   |    |    |   |   |   |  |
|                                              |                                  |   |   |   | C  | DE | DE | F  | F  | F | F | F  | F  |   |   |   |    |    |   |   |   |  |
|                                              |                                  |   |   |   |    | D  | E  |    |    | G | H | IJ | IJ | K | K | K | K  |    |   |   |   |  |
|                                              |                                  |   |   |   |    |    |    |    |    |   |   | I  | J  |   | L | M | NO | NO | P | P |   |  |
|                                              |                                  |   |   |   |    |    |    |    |    |   |   |    |    |   |   |   | N  | O  |   | Q | R |  |
|                                              |                                  |   |   |   |    |    |    |    |    |   |   |    |    |   |   |   |    |    |   |   |   |  |

Haploskupina R1a1 je podskupinou haploskupiny R (M207).
- Haploskupina R (M207)
  - Haploskupina R1 (M173)
    - Haploskupina R1a (SRY10831.2–)
      - Haploskupina R1a1 (M17)
        - R1a1a M56
        - R1a1b M157
        - R1a1c M64.2, M87

      - Haploskupina R1a*

    - Haploskupina R1b (M343)

  - Haploskupina R2 (M124)

Haploskupina R1a je příbuzná s haploskupinou R1b (M343), která dominuje v Západní Evropě, a vzdáleně příbuzná s haploskupinou R2 (M124).
| Haploskupina R1 | \| \| Haploskupina R1a \| \| \| \| \| \| Haploskupina R1b \| \| \| \| |
|                 | \| \| Haploskupina R1a \| \| \| \| \| \| Haploskupina R1b \| \| \| \| |
|                 | Haploskupina R2                                                       |
|                 |                                                                       |
|                 | Haploskupina R1a                                                      |
|                 |                                                                       |
|                 | Haploskupina R1b                                                      |
|                 |                                                                       |

|  | Haploskupina R1a |
|  |                  |
|  | Haploskupina R1b |
|  |                  |

Bryan Sykes ve své knize Krev ostrovů použil pro praotce haploskupiny R1a jméno Sigurd.